# Wyssokoje (Kaliningrad, Krasnosnamensk)
Wyssokoje (russisch Высокое, deutsch Alxnupönen, 1938 bis 1945 Altsnappen, litauisch Alksnupėnai) ist eine Siedlung in der russischen Oblast Kaliningrad. Sie gehört zur kommunalen Selbstverwaltungseinheit Munizipalkreis Krasnosnamensk im Rajon Krasnosnamensk.

## Geographische Lage
Wyssokoje liegt am Südufer der Scheschuppe an der Einmündung des kleinen Flusses Staraja (dt. Alxnuppe, 1938 bis 1945: Hangwasser) drei Kilometer östlich der Rajonstadt Krasnosnamensk (Lasdehnen/Haselberg) und 19 Kilometer nördlich der früheren Kreisstadt Dobrowolsk (Pillkallen/Schloßberg). Durch den Ort verläuft die Regionalstraße 27A-026 (ex R511). Vor 1945 war der Ort Bahnstation an der heute nicht mehr betriebenen Strecke Pillkallen–Lasdehnen der Pillkaller Kleinbahn.

## Geschichte

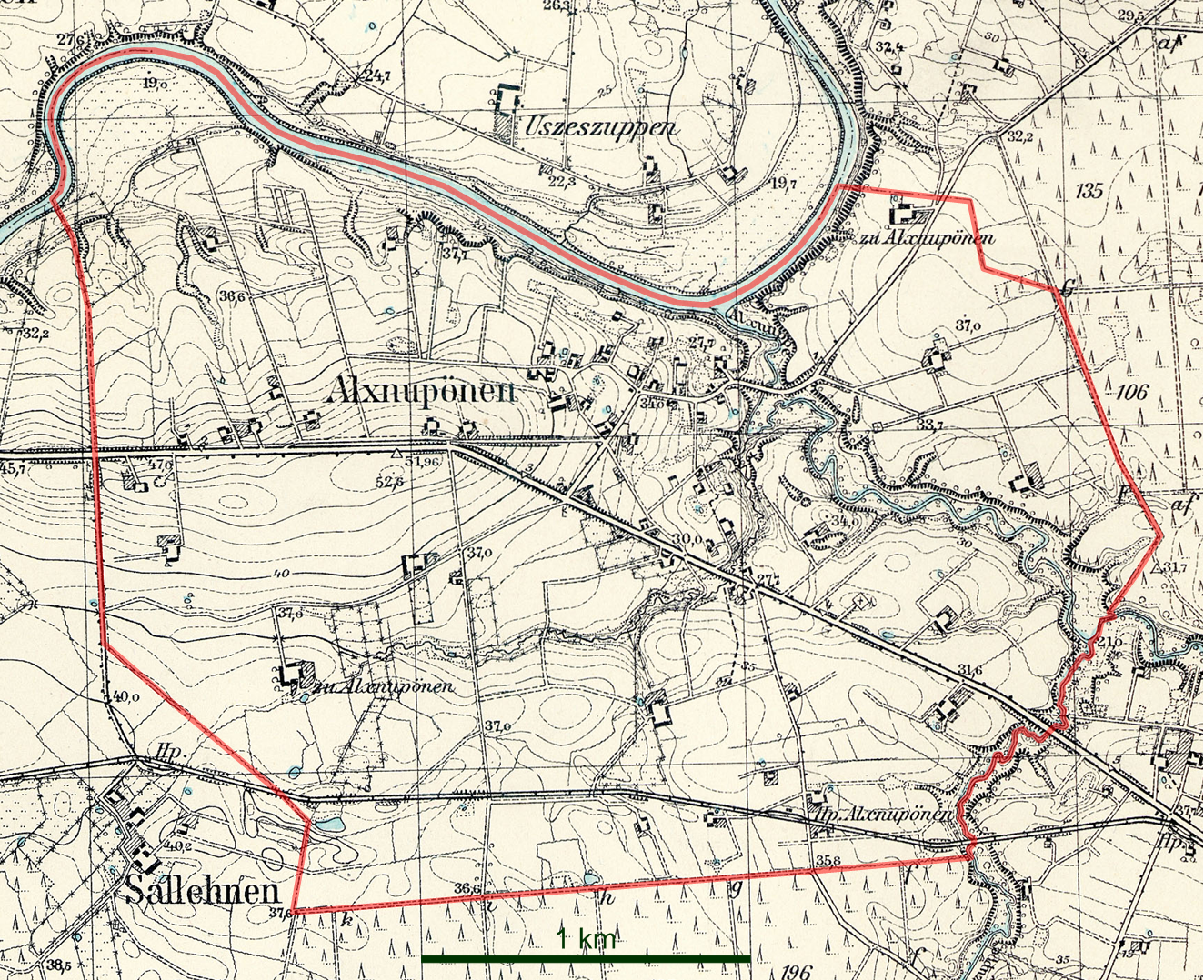
Die Gemeinde Alxnupönen auf einem Messtischblatt von 1936

Der Ort Altensnappen wurde 1517 erstmals erwähnt. Um 1780 wurde Alxnapöhnen als meliertes Dorf bezeichnet. 1874 wurde die Landgemeinde Alxnupönen namensgebend für einen Amtsbezirk im Kreis Pillkallen. 1938 wurde Alxnupönen in Altsnappen umbenannt.
1945 kam der Ort in Folge des Zweiten Weltkrieges mit dem nördlichen Ostpreußen zur Sowjetunion. Im Jahr 1947 erhielt er die russische Bezeichnung Wyssokoje und wurde gleichzeitig in den Dorfsowjet Mitschurinski selski Sowet im Rajon Krasnosnamensk eingeordnet. Später gelangte der Ort in den Pobedinski selski Sowet. Von 2008 bis 2015 gehörte Wyssokoje zur Landgemeinde Dobrowolskoje selskoje posselenije, von 2016 bis 2021 zum Stadtkreis Krasnosnamensk und seither zum Munizipalkreis Krasnosnamensk.

### Einwohnerentwicklung
| Jahr | Einwohner | Bemerkungen                 |
| ---- | --------- | --------------------------- |
| 1867 | 502       |                             |
| 1871 | 534       |                             |
| 1885 | 441       |                             |
| 1905 | 382       | davon 90 litauischsprachige |
| 1910 | 376       |                             |
| 1933 | 363       |                             |
| 1939 | 358       |                             |
| 1984 | ~ 130     |                             |
| 2002 | 139       |                             |
| 2010 | 117       |                             |
| 2021 | 80        |                             |

### Amtsbezirk Alxnupönen/Altsnappen (1874–1945)
Der Amtsbezirk Alxnupönen wurde 1874 im Kreis Pillkallen eingerichtet. Er umfasste zunächst sieben Landgemeinden (LG) und einen Gutsbezirk (GB):
| Name                          | Änderungsname von 1938 | Russischer Name nach 1945 | Bemerkungen                                                                                                   |
| ----------------------------- | ---------------------- | ------------------------- | --- |
| Alxnupönen (LG)               | Altsnappen             | Wyssokoje                 | |
| Ambrasgirren (LG)             |                        |                           | 1929 zur LG Waldlinden                                                                                        |
| Budupönen Ksp. Lasdehnen (LG) | Sandhöhe               | Berestowoje               | |
| Lasdinehlen (GB)              | Sommerswalde           | Mitschurino               | 1928 zur LG Rucken                                                                                            |
| Löblaugken (LG)               |                        |                           | 1929 zur LG Waldlinden                                                                                        |
| Rammonischken (LG)            | Hagenfließ             | Leskowo                   | |
| Rucken (LG)                   |                        | Rossoschanskoje           | hieß von 1928 bis 1929 Lasdinehlen                                                                            |
| Uszbördszen (LG)              | Karpfenwinkel          | Ostrogoschskoje           | 1936–38: Uschbördschen                                                                                        |
| Waldlinden (LG)               |                        | (Rossoschanskoje)         | entstand 1929 durch Zusammenschluss der LG Ambrasgirren, der LG Löblaugken sowie der Oberförsterei Weszkallen |

1935 wurden die Landgemeinden in Gemeinden umbenannt. Der Amtsbezirk hieß seit 1938 oder 1939 Altsnappen. Am 1. Januar 1945 bildeten den Amtsbezirk Altsnappen die Gemeinden: Altsnappen, Hagenfließ, Karpfenwinkel, Rucken, Sandhöhe und Waldlinden.

## Kirche
Mit ihrer mehrheitlich evangelischen Bevölkerung war Alxnupönen resp. Altsnappen vor 1945 in das Kirchspiel der Kirche Lasdehnen eingepfarrt. Sie war Teil des Kirchenkreises Pillkallen (Schloßberg) innerhalb der Kirchenprovinz Ostpreußen der Kirche der Altpreußischen Union. Heute liegt Wyssokoje im Einzugsgebiet der neu entstandenen evangelisch-lutherischen Gemeinde in Sabrodino (Lesgwangminnen, 1938 bis 1946 Lesgewangen), die zur Propstei Kaliningrad (Königsberg) der Evangelisch-lutherischen Kirche Europäisches Russland gehört.